# 尼歐肖福爾斯 (堪薩斯州)
尼歐肖福爾斯（英語：Neosho Falls）是一個位於美國堪薩斯州伍德森縣的城市。

## 地方資料
根據2020年美國人口普查的數據，尼歐肖福爾斯的面積為1.38平方千米，當中陸地面積為1.31平方千米，而水域面積為0.07平方千米。當地共有人口134人，而人口密度為每平方千米97.1人。